# Buncăr

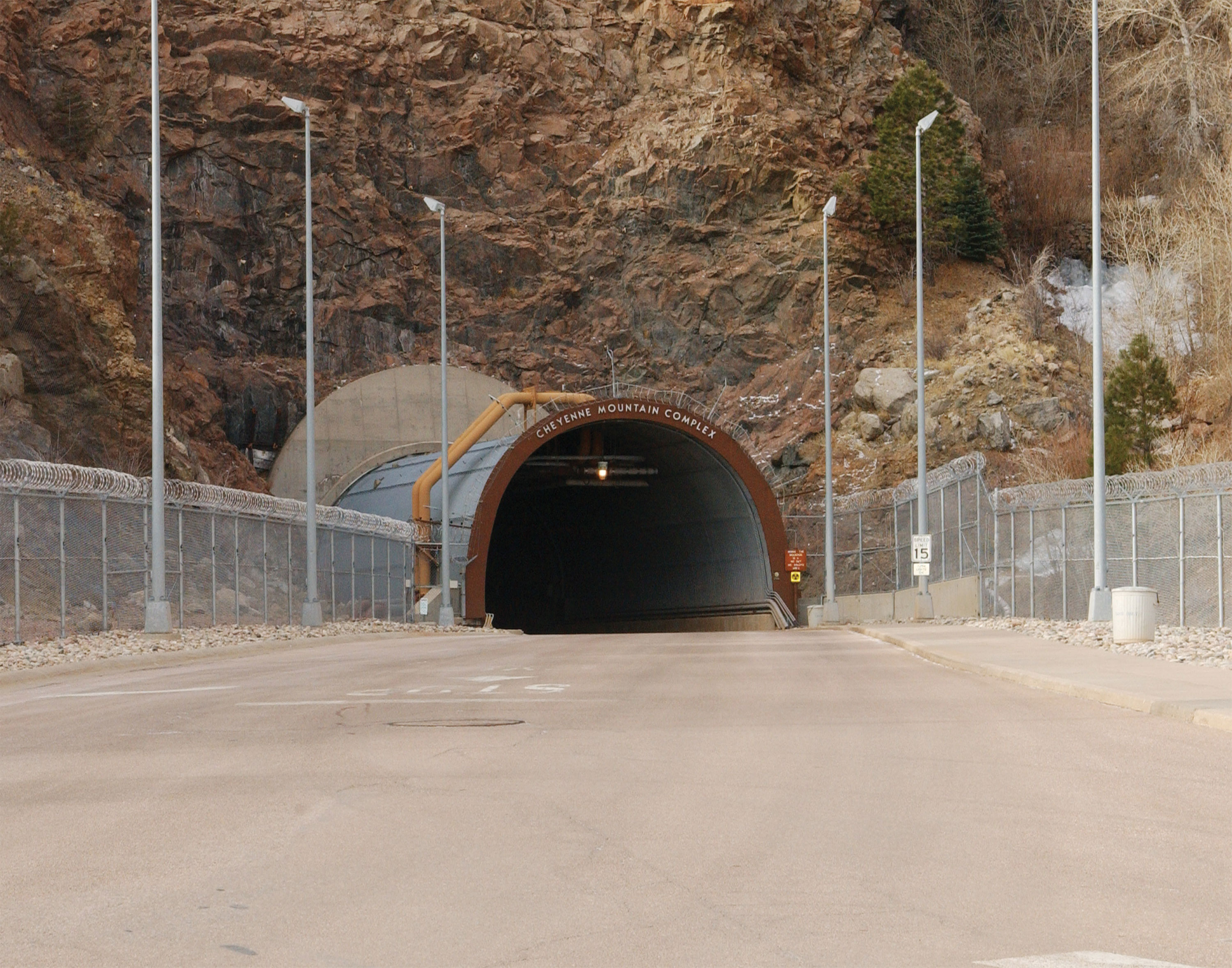

Un buncăr (din limba germană: Bunker), sau cazemată, este o construcție, de obicei din beton armat, destinată apărării unor persoane militare sau civile împotriva atacurilor militare aeriene sau terestre. În mod frecvent buncărele sunt subterane, săpate în munți sau amplasate în peșteri abandonate. În cazuri extreme, pentru apărarea persoanelor civile sunt amenajate drept buncăre garaje, pivnițe, tunele de tren sau metrou etc.